# 髙木雄也
髙木 雄也（たかき ゆうや、1990年3月26日 - ）は、日本のアイドル、タレント、歌手、俳優。男性アイドルグループHey! Say! JUMPおよびHey! Say! BESTのメンバー。
大阪府茨木市出身。STARTO ENTERTAINMENT所属。

## 来歴
大阪で生まれ、神奈川県で育つ。堂本光一に憧れ、2004年にオーディションを受けてジャニーズ事務所入り。ジャニーズJr.内ユニットのJr.BOYSやJ.J.Expressのメンバーとして活動する。
2007年4月にHey! Say! 7が結成されメンバーとなり、8月1日に「Hey! Say!」でCDデビューを果たす。同年9月24日からはHey! Say! JUMPおよびHey! Say! BESTのメンバーとして活動を始める。
2008年に『ごくせん第3シリーズ』で連続テレビドラマ初出演、2009年に『ごくせん THE MOVIE』で映画初出演を果たす。
2017年、有岡大貴と八乙女光と共に日本テレビ系テレビドラマ『孤食ロボット』の主演を務め、3人で新ユニット・A.Y.T.を結成して主題歌「Are You There?」も担当した。
2025年7月9日、個人の公式Instagramを開設。

## 人物
低音ボイスを持ち味とし、大人びた雰囲気を持つため、グループでは「セクシー担当」と言われることが多い。
2008年放送のテレビドラマ『ごくせん』での共演を機に知り合った三浦翔平と親交が深く、三浦が桐谷美玲を両親に紹介する際にも同席していた。
歌にはあまり自信を持っていなかったが、ロンドンで『オペラ座の怪人』を鑑賞してからミュージカルへの熱が高まり、出演を熱望。2020年からボーカルレッスンに通い始め、2021年に『ブロードウェイと銃弾』で初めてミュージカルの主演をつとめる。

## 出演
グループでの出演はJ.J.Express#出演やHey! Say! JUMPを参照。個人での出演のみ記載。※太字は主演

### テレビドラマ
- しゃばけ（2007年11月24日、フジテレビ） - 栄吉 役
  - しゃばけシリーズ第2弾「うそうそ」（2008年11月29日）
- ごくせん 第3シリーズ（2008年4月19日 - 6月28日、日本テレビ） - 緒方大和 役
  - ごくせん 第3シリーズ 卒業スペシャル（2009年3月28日）
- 私立バカレア高校（2012年4月15日 - 7月1日、日本テレビ） - 立浪祥平 役
- Dr.DMAT（2014年1月9日 - 3月20日、TBS） - 小松健二 役
- HAMU－公安警察の男－（2014年1月10日、フジテレビ） - 南部浩嗣 役
- 水球ヤンキース（2014年7月12日 - 9月20日、フジテレビ） - 北島虎雄 役[14]
- 鼠、江戸を疾る2 第2話（2016年4月21日、NHK） - 宗助 役[15]
- 孤食ロボット（2017年6月19日- 8月21日、日本テレビ）- 主演・ヤンチャ 役（有岡大貴・八乙女光とトリプル主演）[16]
- FINAL CUT（2018年1月9日 - 3月13日、関西テレビ・フジテレビ） - 野田大地 役[17]
- 女王の法医学〜屍活師〜2（2022年3月21日、テレビ東京）- 梶山仁史 役[18]
- ザ・タクシー飯店（2022年6月2日 - 7月21日、テレビ東京） - 増保健壱 役[19]
- 怖れ（2024年8月16日 - 10月18日、CBCテレビ） - ヤマカズ 役[20]
- 大追跡〜警視庁SSBC強行犯係〜（2025年7月9日 - 、テレビ朝日） - 小山田勝也 役[21]

### バラエティ番組
- J'J Hey! Say! JUMP 髙木雄也&知念侑李 ふたりっきり フランス縦断各駅停車の旅（2012年10月1日 - 12月17日、日本テレビ系）
- 所さんの学校では教えてくれないそこんトコロ!（2018年7月20日 - 、テレビ東京）[22]

### ラジオ
- JUMP da ベイベー!（2014年4月4日 - 、bayfm）
- Music Bit（2017年4月6日 - 2023年3月、FM OH!） - 木曜DJ[23]→火曜DJ[24]
- 高木雄也のYOU YAKAI（2023年4月7日 - 、FM大阪）[24]

### 映画
- ごくせん THE MOVIE（2009年7月11日公開、東宝） - 緒方大和 役
- 私立バカレア高校（2012年10月13日公開、ショウゲート）-　立浪祥平 役

### 舞台
- PLAYZONE 2005 〜20th Anniversary〜Twenty Years…（2005年7月6日 - 8月4日、青山劇場 / 8月14日 - 17日、大阪フェスティバルホール）[25]
- 薔薇と白鳥（2018年5月27日 - 6月24日、東京グローブ座 / 6月29日 - 7月1日、森ノ宮ピロティホール） - 主演・ウィリアム・シェイクスピア 役（八乙女光とW主演）[26]
- クイーン・エリザベス -輝ける王冠と秘められし愛-（2019年5月5日 - 26日、日生劇場） -  エセックス伯 役[27]
- ブロードウェイと銃弾（2021年5月12日[注 1] - 30日、日生劇場 / 6月4日 - 6日、兵庫県立芸術文化センター KOBELCO大ホール / 6月12日・13日、オーバード・ホール / 6月19日・20日、高崎芸術劇場 大劇場） - 主演・デビッド 役（城田優とW主演）[30]
- 裏切りの街（2022年3月12日 - 27日、新国立劇場 中劇場 / 2022年3月31日 - 4月3日、COOL JAPAN PARK OSAKA WWホール）[注 2] - 菅原裕一 役[32][33]
- 星降る夜に出掛けよう（2023年6月12日 - 21日、南座 / 10月、大阪松竹座）[34]
- 東京輪舞（2024年3月10日 - 28日、PARCO劇場 / 4月5日・6日、久留米シティプラザ ザ・グランドホール / 4月12日 - 15日、森ノ宮ピロティホール / 4月19日、広島上野学園ホール） ※8役[35][36]
- アメリカン・サイコ（2025年3月30日 - 4月13日、新国立劇場 中劇場 / 4月19日 - 21日、森ノ宮ピロティホール / 4月26日、J:COM北九州芸術劇場 大ホール / 4月30日、JMSアステールプラザ 大ホール） - 主演・パトリック・ベイトマン 役[37][38]

### コンサート
- バッテリー・ごくせん大阪凱旋コンサート（2008年9月1日・2日・8日 - 10日、梅田芸術劇場）[39]

### 雑誌
- 日之出出版『Fine』（2020年5月号 - 2024年7月号） - レギュラーモデル[40][41]

## 作品
特記なき限り、JASRAC公式サイトの「作品データベース検索サービス」において、「髙木雄也」を含む楽曲の検索結果をもとに記述。
| 曲名                         | 作詞         | 作曲                              | JASRAC 作品コード | 名義                                             | 収録                                                                         |
| ---------------------------- | ------------ | --------------------------------- | ----------------- | ------------------------------------------------ | ---------------------------------------------------------------------------- |
| 俺たちの青春                 | 久保田洋司   | 馬飼野康二                        | 150-1023-6        | Hey!Say!JUMP 髙木雄也                            | シングル『Dreams come true』〈通常盤〉 - 髙木ソロ                            |
| 蜘蛛の糸                     | コダマックス | コダマックス                      | 153-0594-5        | 髙木雄也                                         | ライブDVD『Hey! Say! 2010 TEN JUMP』 - 髙木ソロ                              |
| みちしるべ                   | 渡辺拓也     | 渡辺拓也                          | 161-8887-0        | Hey!Say!JUMP 髙木雄也                            |                                                                              |
| 題名の無い物語               | zopp         | 川口進、草川瞬                    | 239-4446-3        | Hey!Say!JUMP 髙木雄也                            | アルバム『SENSE or LOVE』〈初回限定盤〉特典CD - 髙木ソロ                     |
| Time                         | 髙木雄也     | 平田祥一郎                        | 169-8739-0        | Hey!Say!JUMP                                     | アルバム『JUMP NO.1』                                                        |
| ペットショップラブモーション | Vandrythem   | Simön Janlöv Pessi Levanto DAICHI | 161-6303-6        | 知念侑李 中島裕翔 髙木雄也 伊野尾慧 Hey!Say!JUMP | アルバム『JUMPing CAR』〈初回限定盤2〉 - 知念侑李&中島裕翔&髙木雄也&伊野尾慧 |
| Mr. Flawless                 | 藤林聖子     | Josef Melin                       | 7C9-7544-3        | Hey!Say!JUMP 中島裕翔 髙木雄也 薮宏太            | アルバム『DEAR.』〈初回限定盤2〉 - 中島裕翔&髙木雄也&薮宏太                  |